# Castell de Carbonera
El Castell de la Carbonera està situat en un turó -anomenat Turó del Castell- a la Serra del Benicadell, al límit entre els termes de Beniatjar i Otos. Donat el seu estat ruïnós, no es distingeix a certa distància, confonent-se amb el paisatge rocós.
De gran importància en el segle xiii quan els diferents castells de la Vall d'Albaida exercien el seu domini sobre diferents alqueries: al de Carbonera pertanyien Bèlgida, Otos, Beniatjar, el Ràfol de Salem o Salem, entre d'altres.

## Descripció historicoartística
Les persones especialitzades en l'assumpte pensen que encara que el seu origen és islàmic, pot ser més antic, perquè ja s'usava en els primers temps de la conquesta musulmana de la península Ibèrica, i si ho era serà perquè hi havia una ocupació anterior. Llavors va tenir una gran importància per als habitants de les alqueries de la zona, i per la seva privilegiada situació va ser el centre de les fortificacions d'aquest territori. Com era un emplaçament fronterer entre les taifes de València i Dénia va ser l'objectiu de nombrosos conflictes armats anteriors a la Reconquesta cristiana. Cal fer esment de les de Rodrigo Díaz de Vivar (1091 - 1099), Pere I d'Aragó (1094) i Alfons I d'Aragó (1126), i després de l'ocupació cristiana va seguir mantenint la seva importància. El Castell de Carbonera s'ubica en el denominat Camí del Cid i segons el Cantar de Mio Cid va ser conquerit per aquest als musulmans. Va ser centre de batalles al segle xiii entre el rei En Jaume i el cabdill musulmà Al-Azraq.
El castell va tenir dotació militar estable perquè estava a la frontera i és possible que formés part d'un sistema defensiu juntament amb altres elements defensius fixos de grans dimensions dotats de torres i muralles, com els de Carrícola i Rugat.
La família Bellvís va rebre les terres en 1288, passant l'element defensiu fix de grans dimensions dotat de torres i muralles a convertir-se en la seva propietat feudal. El seu deteriorament abandonament comença a reubicar els nous senyors en els palaus situats en nuclis urbans de la vall. Les seves defenses, com altres elements defensius fixos similars, es van deixar intencionadament fora de servei més enllà de qualsevol reparació senzilla, de manera que no poguessin ser d'utilitat a rebels o invasors, incrementant el seu deteriorament.
En 1339 l'element defensiu fix de grans dimensions dotat de torres i muralles estava en un estat d'inutilitat més enllà de qualsevol reparació senzilla, com esdevé que es troba en l'actualitat i al que ha contribuït la dificultat del terreny pel que fa al transport i el seu allunyament de col·lectius humans significatius econòmica, militar o demogràficament. Construïda fonamentalment a base de tàpia i maçoneria, va haver de ser una imponent fortalesa, de grans dimensions, amb gairebé 300 metres de muralla. El seu recinte era allargat, doble i poligonal, quedant en peu diversos llenços dels seus murs en els quals s'alternaven torres rectangulars. La porta d'accés estava orientada cap a l'oest. Té un enorme aljub. A l'interior, excepte en el seu nucli central, existien poques construccions, el que segons els experts reforça la teoria que servia fonamentalment com albacar o refugi.
Actualment del castell només queden restes de les muralles, d'alguna torre que va servir de contrafort i d'aljub. Les muralles ben conservades són a la cara nord.

## Galeria d'imatges

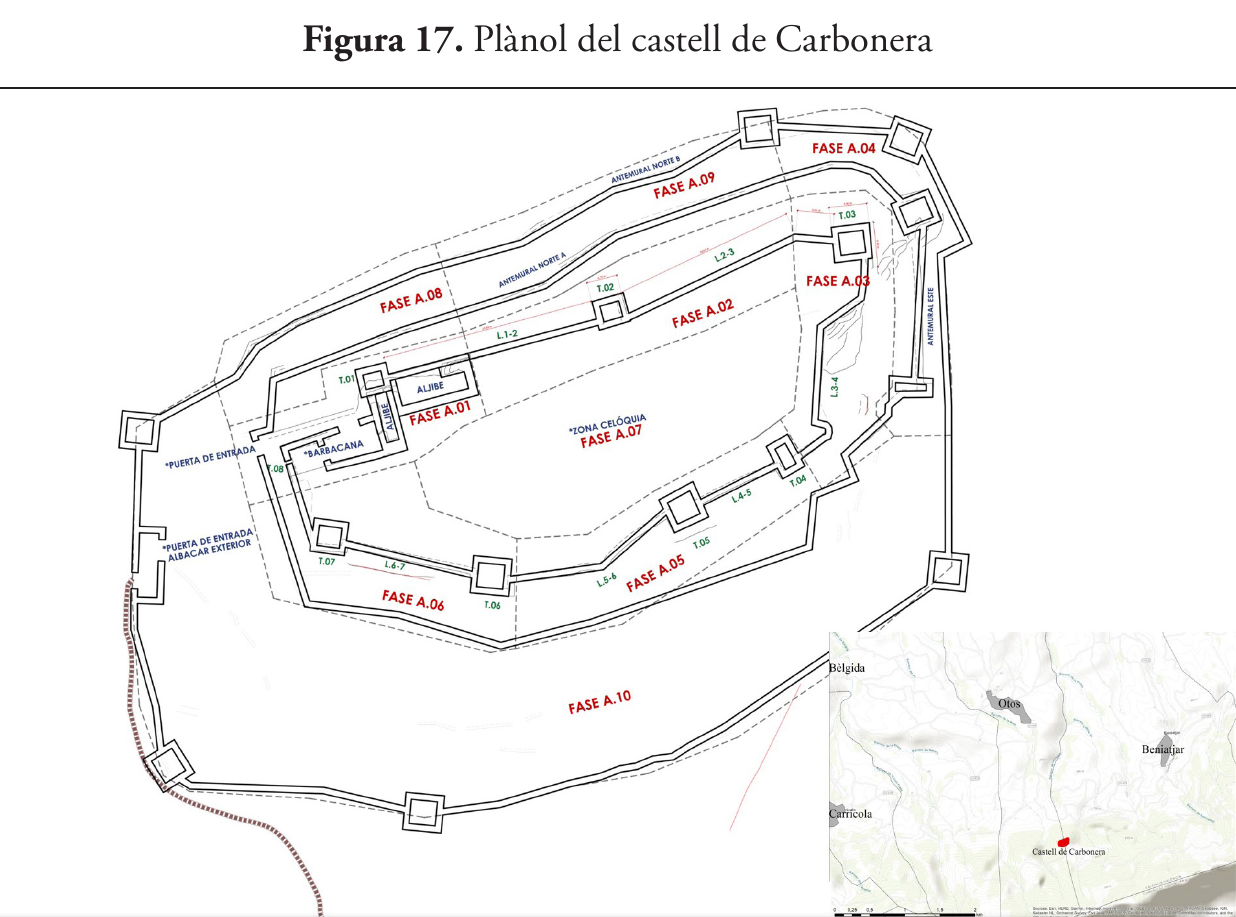
Planta del Castell de Carbonera
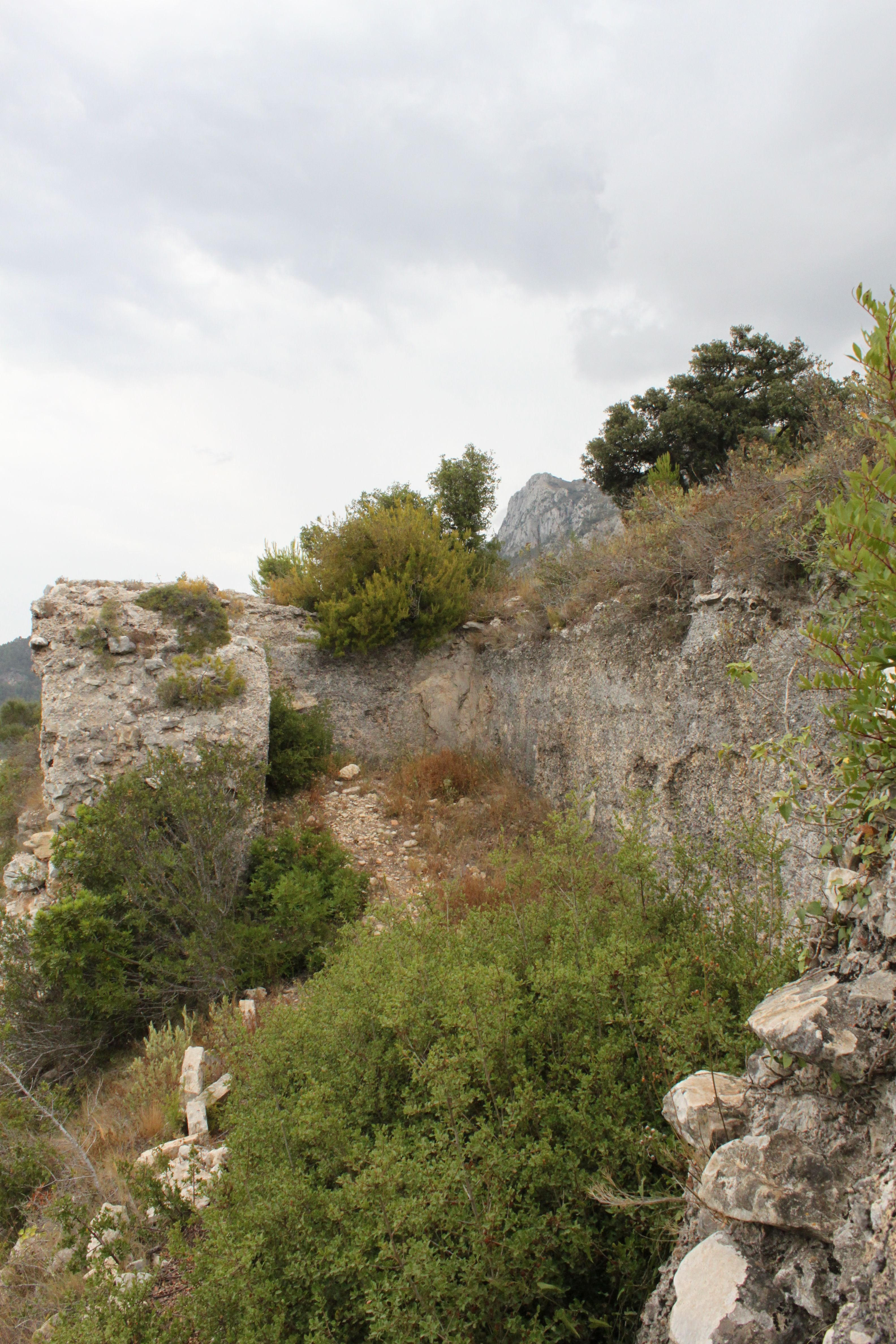
Muralla nord del castell
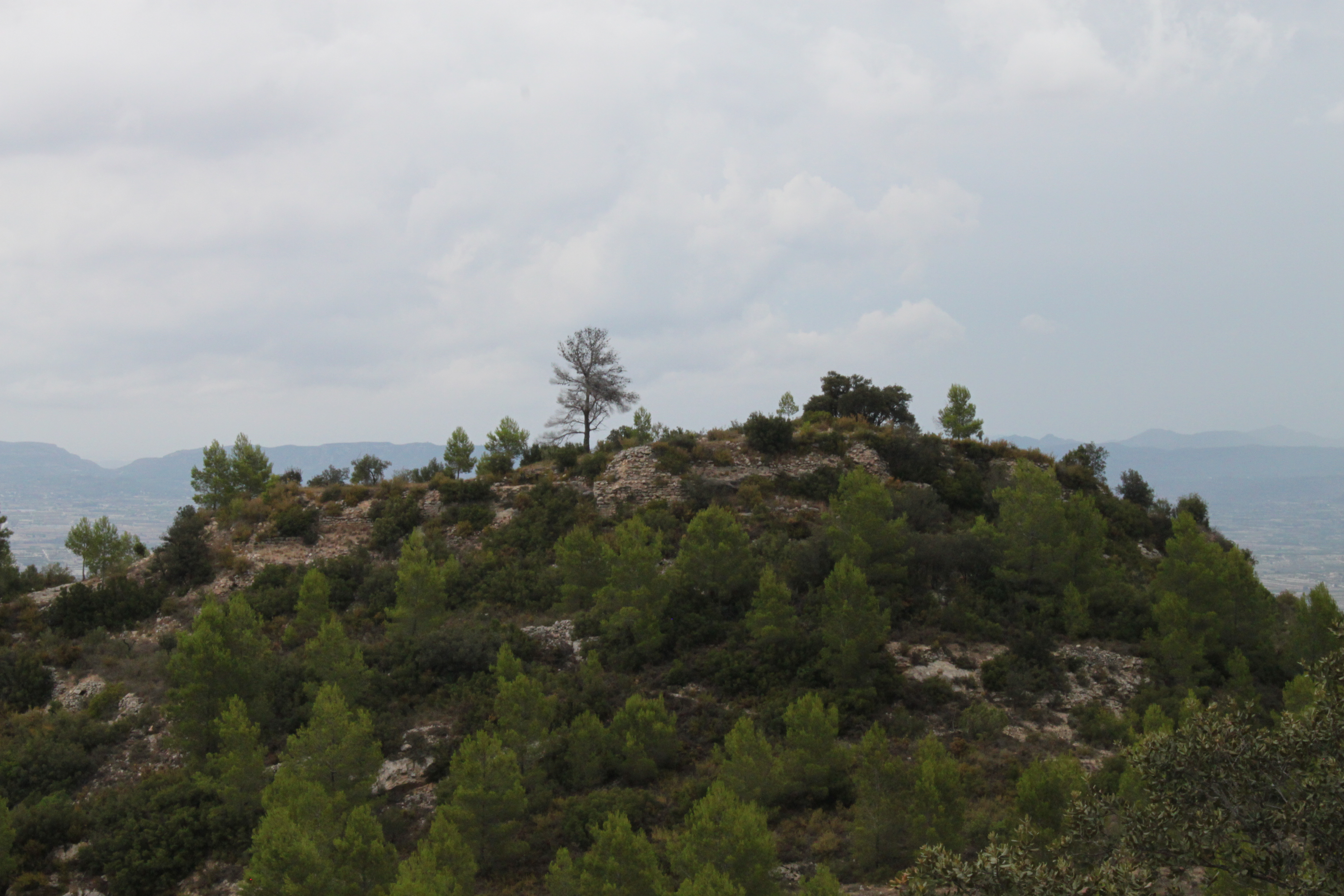
Vista de la muntanya amb el castell